# Estadio San Cristóbal
El Estadio San Cristóbal es un complejo deportivo, utilizado para fútbol, ubicado en el Barrio de San Cristóbal, en la ciudad de David, Chiriquí.

## Historia
El Estadio San Cristóbal es un complejo deportivo de fútbol ubicado en el barrio homónimo, en la Ciudad de David, Provincia de Chiriquí, Panamá. Fue construido e inaugurado en 1999.

### Adecuaciones
En el 2008 tuvo una cambio de grama y en la temporada del 2009 fue re-inaugurado entre el Atlético Chiriquí ante el CD Árabe Unido. El 27 de marzo de 2010 fue sede del partido del partido entre las selecciones Sub-21 de Panamá - Guatemala en mira a los XXI Juegos Centroamericanos y del Caribe a celebrarse en mayagüez, Puerto Rico, siendo así su primer partido internacional de selecciones nacionales.

### Reconstrucción
El 26 de marzo de 2016 bajo el mandato del expresidente Juan Carlos Varela y del director del Instituto Panameño de Deportes (Pandeportes) Mario A. Pérez, se dio la orden para la reconstrucción del coliseo, el cual incluía dos graderías techadas con butacas de una capacidad aproximadamente de 1.400 personas cada una, una zona VIP a nivel de cancha con asientos enumerados, cabinas de transmisión, camerinos, oficinas administrativas, alrededor de 150 estacionamientos que incluía 2 para autobús y un nuevo césped sintético aprobado por FIFA con dimensiones 105 x 68 metros.

## Características
- Cancha sintética con dimensiones 105 metros de largo por 68 metros de ancho.
- Capacidad para 2,876 espectadores sentados. (Aproximadamente 3,000 espectadores en total).
- 150 estacionamientos (2 para autobuses).
- Cuatro torres con 40 luminarias tipo LED.
- Ocho cabinas de transmisión y palcos.
- Cuenta con secciones especiales para personas con discapacidad.

## Partidos internacionales

### Selección Panameña
La selección panameña ha disputado un solo partido en David, siendo este resultado un empate. 
| Amistoso; 17 de abril de 1985 | Panamá | 1:1 (0:0) | Trinidad y Tobago |                                                       |  |
|                               |        |           |                   | Asistencia: 5,000 espectadores Árbitro(s): Juan Amaya |  |